# Хохшајд
Хохшајд (њем. Hochscheid) општина је у њемачкој савезној држави Рајна-Палатинат. Једно је од 107 општинских средишта округа Бернкастел-Витлих. Према процјени из 2010. у општини је живјело 266 становника. Посједује регионалну шифру (AGS) 7231056.

## Географски и демографски подаци
Хохшајд се налази у савезној држави Рајна-Палатинат у округу Бернкастел-Витлих. Општина се налази на надморској висини од 510 метара. Површина општине износи 15,4 km². У самом мјесту је, према процјени из 2010. године, живјело 266 становника. Просјечна густина становништва износи 17 становника/km².